# فلورنس گیلبرت
فلورنس گیلبرت (انگلیسی: Florence Gilbert؛ ‏ ۲۰ فوریهٔ ۱۹۰۴ – ۲۷ فوریهٔ ۱۹۹۱) بازیگر اهل ایالات متحده آمریکا بود.
از فیلم‌هایی که وی در آن نقش داشته‌است، می‌توان به پذیریش مردمی، سگ خوشبخت، دختری در لیموزین و سیل جانزتاون اشاره کرد.